# اريك ديفيس (لاعب اتحاد الرغبي)
اريك ديفيس (بالإنجليزية: Eric Davis)‏ هو لاعب اتحاد الرغبي أسترالي، ولد في 18 سبتمبر 1917 في Abbey Wood ‏ في المملكة المتحدة، وتوفي في 2 فبراير 2001 في ملبورن في أستراليا.